# Dundalk Institute of Technology
Dundalk Institute of Technology är en högskola i staden Dundalk i republiken Irland.